# Proyecto Pedro
El Proyecto Pedro fue un programa secreto de la Agencia de Información de los Estados Unidos (USIA) que durante la década de 1950 creó en México pequeños documentales que daban una visión negativa del comunismo y que mostraban a Estados Unidos de una forma positiva. El programa era parte de una campaña clandestina de relaciones públicas para retratar a los Estados Unidos de forma positiva y al comunismo de forma negativa. El objetivo era, en el contexto de la guerra fría, cambiar la actitud pública neutral de los mexicanos hacia el comunismo. El proyecto fue operado públicamente por un ejecutivo de Hollywood que había producido dibujos animados y películas anticomunistas en México. La USIA influía sobre el contenido sin tener responsabilidades en la producción, para de esta forma no revelar su participación en el proyecto.
El Proyecto Pedro empezó su producción en febrero de 1957 y a final de año, sus documentales eran mostrados en varios cientos de cines de México. Grandes compañías como Corona y Coca-Cola patrocinaron el proyecto. Debido al alto coste del proyecto y su relativamente poca eficacia el proyecto dejó de ser financiado por la USIA en septiembre de 1961.